# Dønnes kommun
Dønnes kommun (norska: Dønnes kommune) var en kommun i Nordland fylke i norra Norge. Kommunen omfattade den norra delen av nuvarande Dønna kommun samt den västligaste delen av nuvarande Nesna kommun. Byn Glein utgjorde kommunens centralort.

## Administrativ historik
Dønnes kommun upprättades den 1 juli 1888 genom utbrytning ur Nesna kommun. Kommunen hade 1 348 invånare vid upprättandet.
Den 1 januari 1962 upplöstes kommunen och delades. Huvuddelen (med 1 348 invånare) fördes till Dønna kommun medan området på ön Tomma (med 80 invånare) fördes till Nesna kommun. Kommunen hade vid delningen totalt 1 428 invånare.

## Bilder

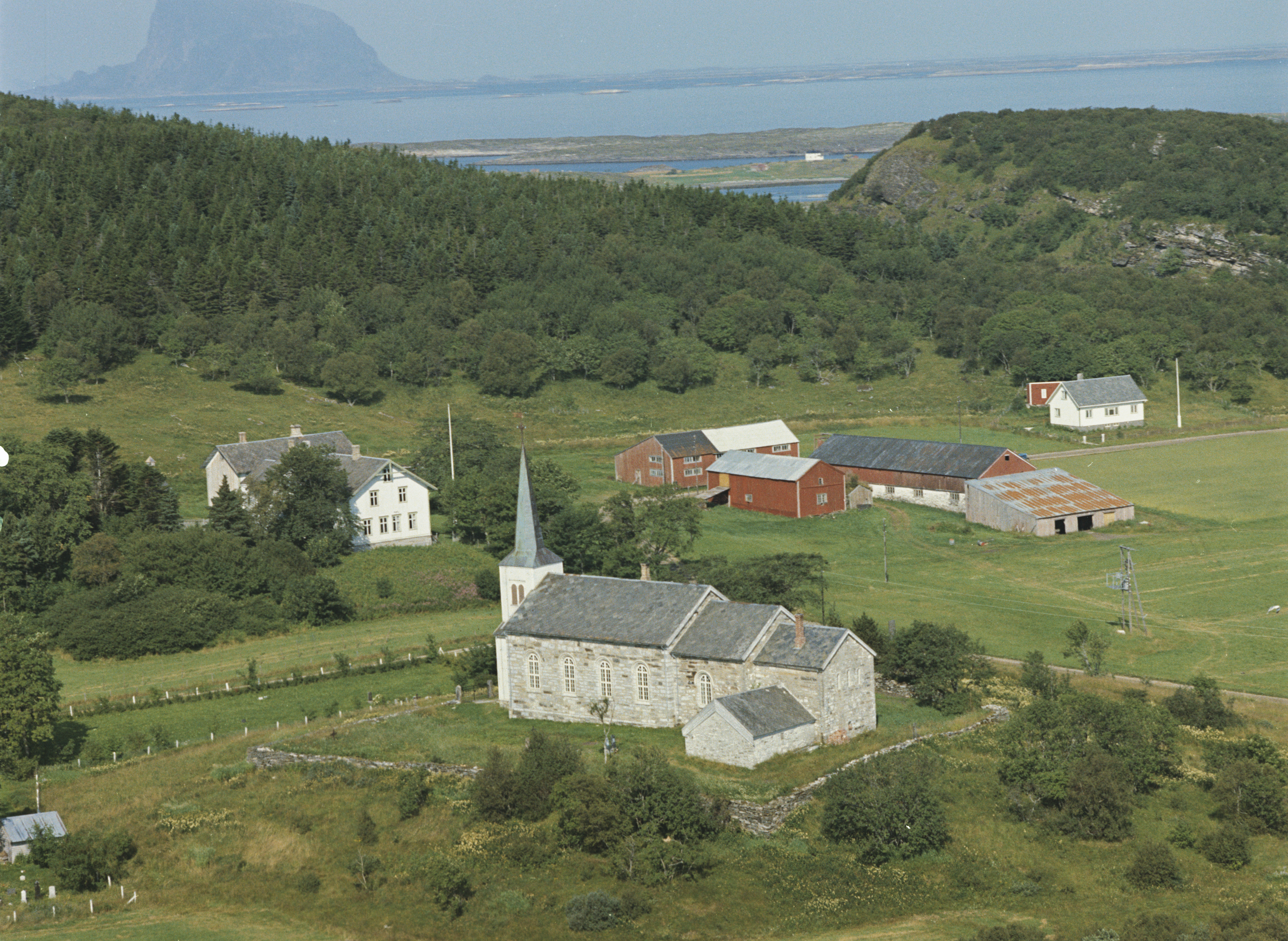
Dønnes kyrka.
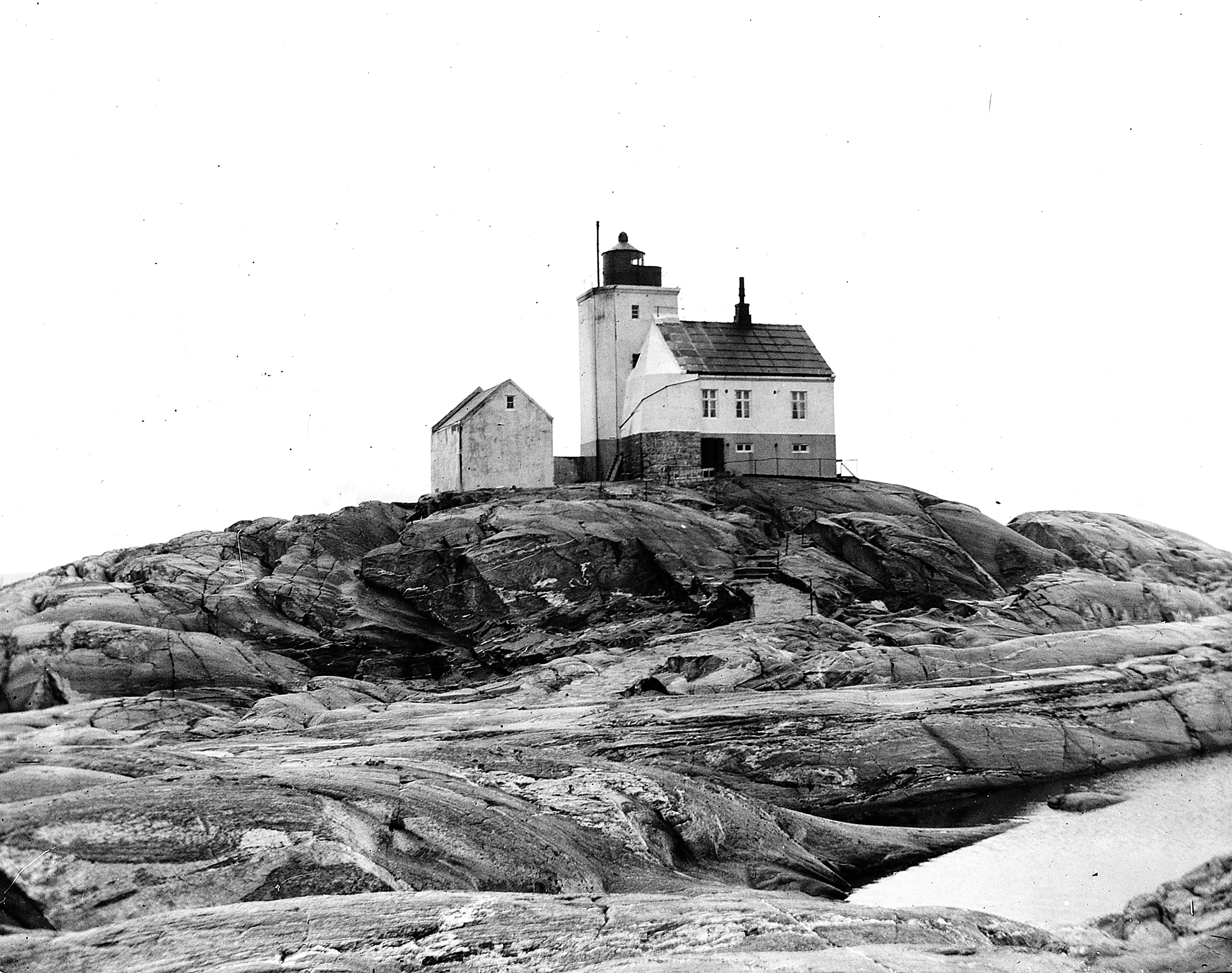
Åsvær fyr.